# Taiki Matsuno
Taiki Matsuno  (松野 太紀?, Matsuno Taiki), pseudonimo di Tatsuya Matsuno (松野 達也?, Matsuno Tatsuya) (Tokyo, 16 ottobre 1967 – Tokyo, 26 giugno 2024) è stato un doppiatore e attore giapponese.

## Biografia
Nato a Shinagawa, Tokyo, Taiki Matsuno lavorò con l'Aoni Production. Il suo vero nome, nonché il suo precedente nome d'arte, era "Tatsuya Matsuno". Morì il 26 giugno 2024, all'età di 56 anni, a causa di un'emorragia cerebrale.

## Filmografia
- Kakushi ken oni no tsume - regia di Yōji Yamada (2004)
- Otōto - Suo fratello - regia di Yōji Yamada (2010)
- Tokyo Family - regia di Yōji Yamada (2013)
- Otoko wa Tsurai yo Okaeri Torasan - regia di Yōji Yamada (2019)

## Doppiaggio

### Serie televisive animate e OAV
- Piccolo principe ne Il piccolo principe (1978)
- Helios in Sailor Moon SuperS (1995)
- Hiroto Majima in Magica Pretty Sammy (1996)
- Nishiwaki e Beshimi in Kenshin - Samurai vagabondo (1996)
- Hajime Kindaichi in  Kindaichi shōnen no jikenbo (1997)
- Echoes in Boogiepop Phantom (2000)
- Koga in Inuyasha (2001)
- Tsuru Tsurina the IV in Bobobo-bo Bo-bobo (2003)
- Jun Manjoume in Yu-Gi-Oh!: Duel Monsters GX (2004)[1]
- Lafitte, Hildon, Trebol in One Piece (2003-2014)
- Agumon in Digimon Savers (2006)
- Tart in Fresh Pretty Cure! (2009)
- Mori Shellmon in Digimon Ghost Game (2021)
- Mashim in Dragon Ball Daima (2025)

### Videogiochi
- Igtenos Mindarde in Tales of Destiny
- Ling Long in Dynasty Warriors 5
- Liu Shan in Dynasty Warriors 7

### Altri
- Alan Cox in Piramide di paura
- Eliot Feld in West Side Story
- Mathew Botuchis in Lo stile del dragone
- SpongeBob SquarePants in SpongeBob, SpongeBob - Il film e SpongeBob - Fuori dall'acqua